# Marché Bessarabsky
Le Marché Bessarabsky est un marché couvert situé dans le centre de Kiev, dans le raïon de Petchersk, rue Krechtchatyk sur la place Bessarabska.

## Historique
Il a été construit entre 1910 et 1912, selon les plans de l’architecte polonais Henryk Julian Gay.

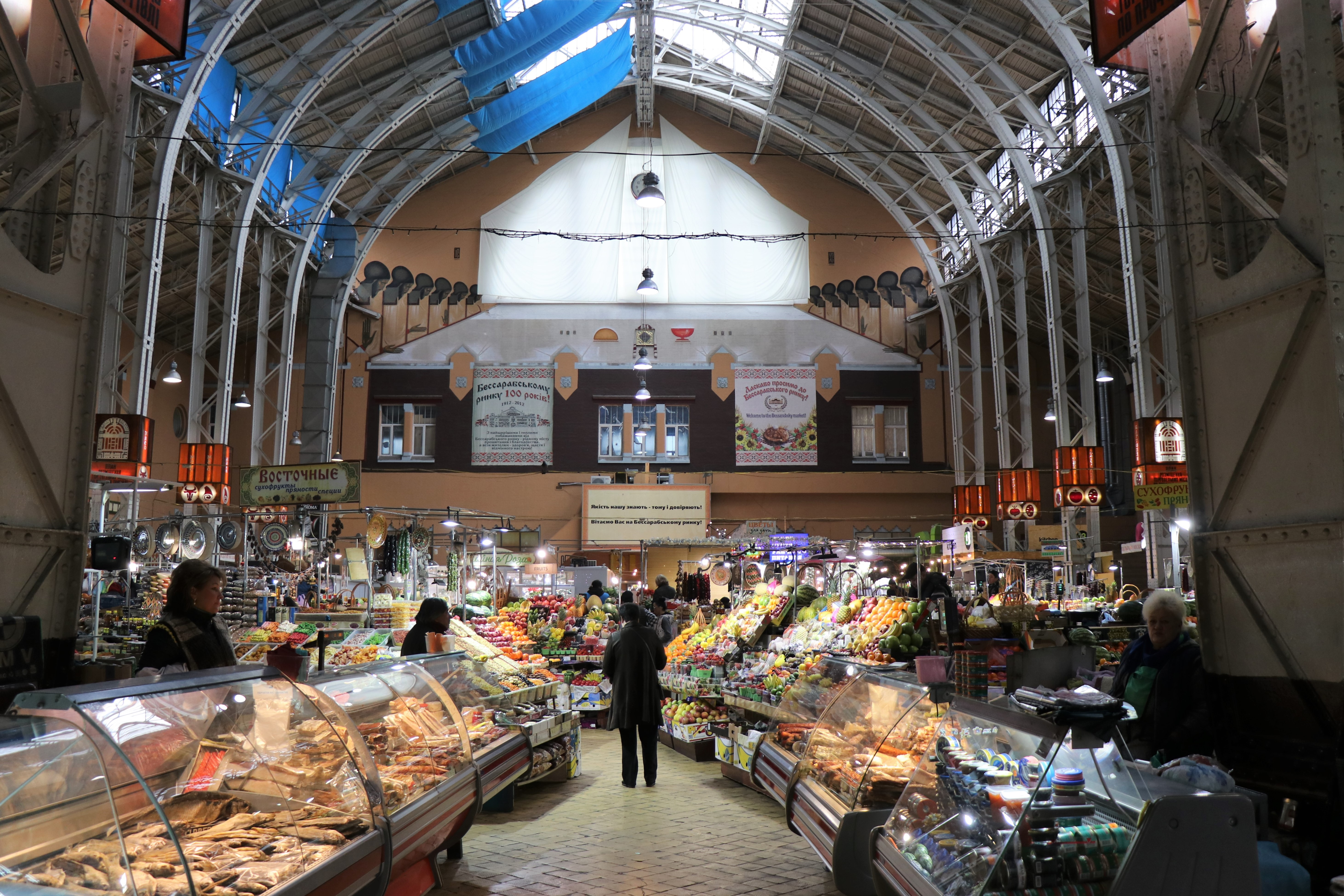
Son intérieur.
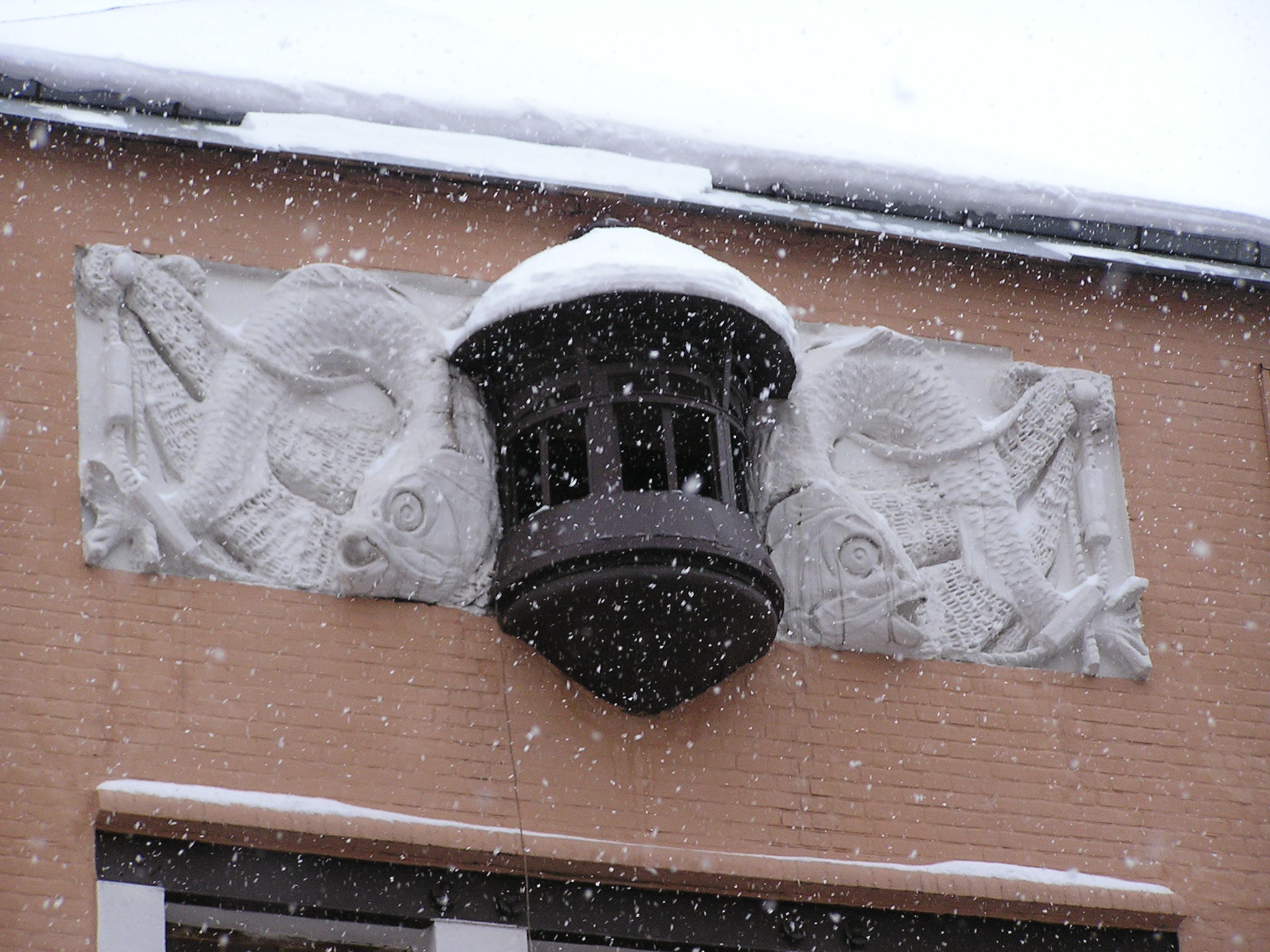
Détail de
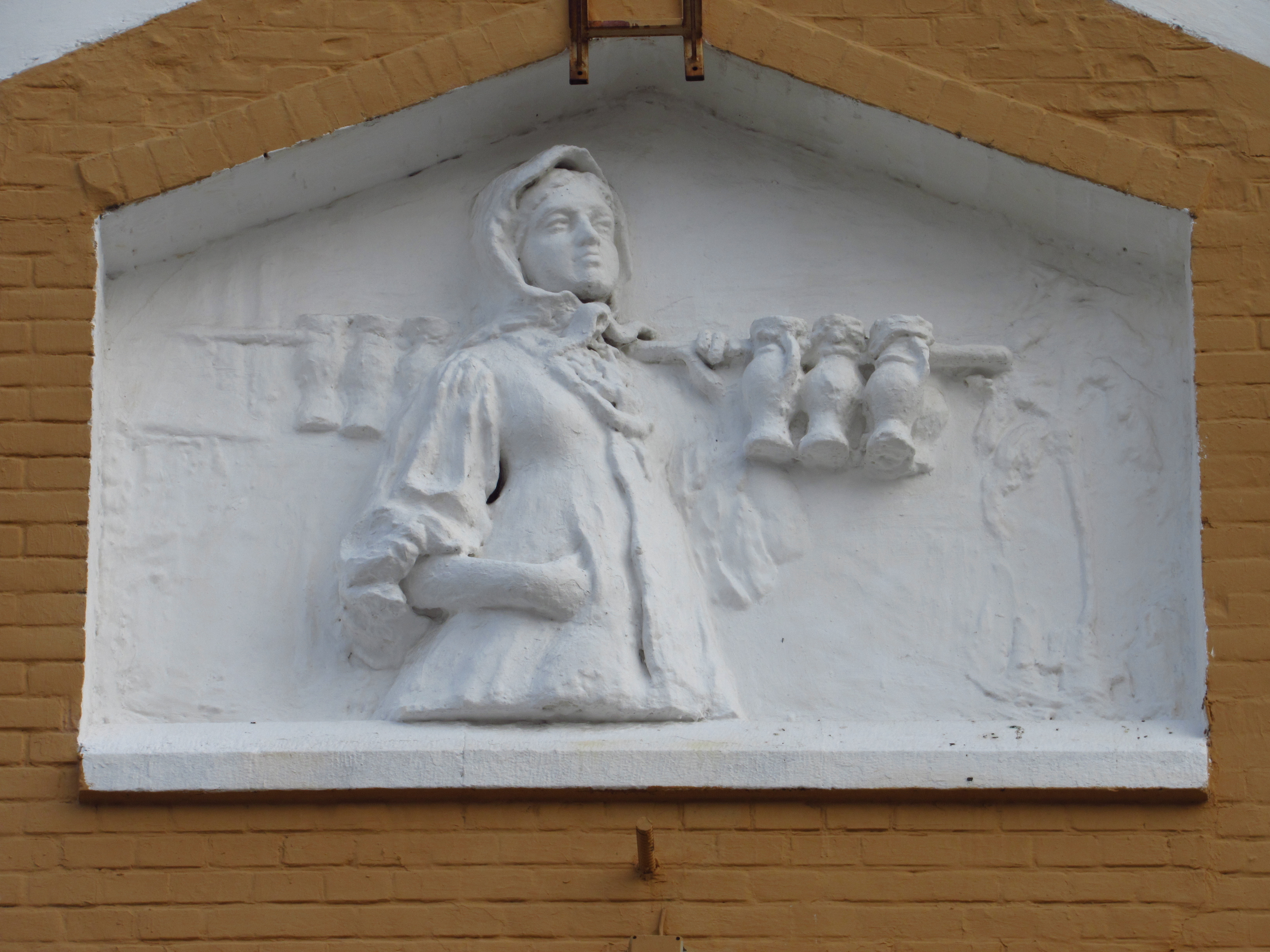
décoration.